# Nikołaj Rubcow
Nikołaj Michajłowicz Rubcow (ros. Николай Михайлович Рубцов, ur. 31 stycznia 1936 w Jemiecku w obwodzie archangielskim, zm. 19 stycznia 1971 w Wołogdzie) był rosyjskim poetą.

## Życiorys
Urodził się jako syn Michaiła (poległego na froncie w 1941) i Aleksandry. Od 1940 mieszkał z rodziną w Wołogdzie, po śmierci matki w 1942 został skierowany do wsi Nikolskoje, gdzie do 1950 skończył 7 klas. Później krótko uczył się w technikum leśniczym, po ukończeniu dwóch semestrów przeniósł się do Archangielska, gdzie bez powodzenia próbował wstąpić do szkoły morskiej. We wrześniu 1953 rozpoczął naukę w technikum górniczym w Kirowsku w obwodzie murmańskim, w 1955 przeniósł się do Leningradu. Odbył służbę wojskową we Flocie Północnej (baza marynarki wojennej w Siewieromorsku), w 1956 zaczął publikować swoje wiersze w lokalnych gazetach, w 1962 ukończył eksternistycznie szkołę średnią i podjął studia w Instytucie Literackim im. Gorkiego w Moskwie. W 1961 opublikował zbiór Pierwaja Pławka, w 1962 książkowy maszynopis Wołny i skały, a w 1967 książkę Zwiezda Polej. W 1969 wydał zbiór wierszy Duma chranit, a w 1970 zbiór Sosen szum. Uprawiał elegijną lirykę filozoficzną na temat rosyjskiej przyrody i wsi. Zginął tragicznie (został zabity podczas kłótni z bliską mu kobietą).